# Eurylaimides
Eurylaimides je skupina křikavých pěvců na úrovni infrařádu. Druhy této skupiny žijí ve Starém světě (na rozdíl od skupiny Tyrannides, rozšířené v Americe. Jediným americkým druhem této skupiny je dle současných výzkumů pipulkovec širokozobý (Sapayoa aenigma).

## Fylogeneze a taxonomie
Celá skupina Eurylaimides se dělí na dva hlavní klady – na jedné straně stojí pity a na druhé všechny ostatní čeledi. Podle některých výzkumů jsou loboši polyfyletická skupina, což se odráží v jejich rozdělení na dvě čeledi (Calyptomenidae a Eurylaimidae).

### Kladogram
|  | Calyptomenidae, loboši                                                                  |
|  |                                                                                         |
|  | Sapayoidae, pipulkovci                                                                  |
|  |                                                                                         |
|  | \| \| Philepittidae, pitovcovití \| \| \| \| \| \| Eurylaimidae, lobošovití \| \| \| \| |
|  |                                                                                         |
|  | Philepittidae, pitovcovití                                                              |
|  |                                                                                         |
|  | Eurylaimidae, lobošovití                                                                |
|  |                                                                                         |

|  | Philepittidae, pitovcovití |
|  |                            |
|  | Eurylaimidae, lobošovití   |
|  |                            |

### Přehled čeledí
- Eurylaimides
  - Calyptomenidae, loboši – 6 druhů ve 2 rodech
  - Sapayoidae, pipulkovci – 1 druh
  - Philepittidae, pitovcovití – 4 druhy ve 2 rodech
  - Eurylaimidae, lobošovití – 9 druhů v 7 rodech
  - Pittidae, pitovití – 34 druhů ve 3 rodech